# Niagara Thunder Rugby Football Club
Dernière mise à jour : 11 novembre 2012.
Le  Niagara Thunder est un club de rugby canadien basé dans le sud le l'Ontario, il évolue dans la Rugby Canada National Junior Championship. 
Les joueurs du club sont issus des clubs de la fédération régionale du Niagara Rugby Union, une des 10 fédérations qui est représentée dans le championnat national semi-professionnel de la RCSL.
Le club dispute ses parties à domicile au  Mohawk Sports Park  à Hamilton. Parfois les parties se jouent à Burlington (Oakville) au Crusader Park, et à Brantford.

## Histoire
En 1998, la fédération nationale de rugby à XV Rugby Canada et les fédérations provinciales se mirent d'accord pour créer la Rugby Canada Super League. Quatorze fédérations provinciales (et des districts dépendant de celles-ci) furent invitées à concourir dans cette ligue nationale semi-professionnelle.
Ce n'est qu'en 2004 que la Niagara Rugby Union crée l'équipe de Niagara Thunder qui dispute la RCLS.

## Liens
- (en) Site officiel